# 邸村镇
邸村镇，是中华人民共和国河北省保定市曲阳县下辖的一个乡镇级行政单位。
2016年8月22日，河北省民政厅批复同意撤销邸村乡，设立邸村镇，镇人民政府驻东邸村阳光北街11号。

## 行政区划
邸村镇下辖以下地区：
东邸村、西邸村、留百户村、南洼里村、北洼里村、李家庄村、南东郭村和北东郭村。